# Hjelmeland og Fisters kommun
Hjelmeland og Fisters kommun (norska: Hjelmeland og Fister kommune) var en kommun i Rogaland fylke i sydvästra Norge. Kommunen omfattade den norra delen av nuvarande Hjelmelands kommun samt mindre områden i den nordöstra delen av nuvarande Stavangers kommun. Tätorten Hjelmelandsvågen utgjorde kommunens centralort.

## Administrativ historik
Hjelmeland og Fisters kommun upprättades 1859 när den dåvarande kommunen Hjelmeland delades i två och de båda kommunerna Hjelmeland og Fister respektive Årdal bildades. Kommunen hade 3 084 invånare vid upprättandet.
Den 6 mars 1869, genom kunglig resolution, överfördes ett bebott område (med 40 invånare) från Årdals kommun till Hjelmeland og Fisters kommun.
Den 1 juli 1884 delades kommunen i två och de båda kommunerna Hjelmeland respektive Fister bildades. Den gamla kommunen hade vid delningen totalt 3 081 invånare.